# Theganopteryx dimorpha
Theganopteryx dimorpha är en kackerlacksart som beskrevs av Karlis Princis 1971. Theganopteryx dimorpha ingår i släktet Theganopteryx och familjen småkackerlackor. Inga underarter finns listade i Catalogue of Life.